# Rocco Amboni
Rocco Roberto Amboni (Treviolo, 12 ottobre 1959) è un ex ginnasta italiano, specializzato nelle ginnastica artistica.

## Biografia
Agli europei di Roma 1981 ha vinto la medaglia d'argento negli anelli, terminando alle spalle del sovietico Yuriy Korolev, e quella di bronzo nel volteggio, dietro ai sovietici Bogdan Makuts e Yuriy Korolev.
Ai Giochi del Mediterraneo di Casablanca 1983 si è laureato campione negli anelli ad ex aequo con il francese Laurent Barbieri e vicecampione nel concorso a squadre.
Ha rappresentato l'Italia ai Giochi olimpici estivi di Los Angeles 1984, senza riuscire a salire sul podio.

## Palmarès
- Europei

Roma 1981:  Argento negli anelli;  Bronzo nel volteggio;
- Giochi del Mediterraneo

Casablanca 1983:  Oro negli anelli;  Argento nel concorso a squadre;
- Gymnasiade

Orléans 1976:  Oro nelle parallele,  Argento agli anelli;

### Titoli nazionali
- Campionati italiani assoluti di ginnastica artistica: 2 titoli assoluti; 14 titoli di specialità

Genova 1979:  Campione italiano assoluto;  Oro nel cavallo con maniglie;
Bologna 1980:  Campione italiano assoluto;  Oro negli anelli;  Oro nelle parallele;  Oro nella sbarra;
Novara 1981:  Oro negli anelli;  Oro nelle cavallo con maniglie;  Oro nella parallele;
Mestre 1982:  Oro negli anelli;  Oro nelle cavallo con maniglie;  Oro nella sbarra;
Ferrara 1983:  Oro negli anelli;  Oro nelle parallele;  Oro nella sbarra;
Udine 1984:  Oro negli anelli;